# Mount Clitheroe
Mount Clitheroe är ett berg i Kanada.   Det ligger i provinsen Alberta, i den centrala delen av landet, 3 200 km väster om huvudstaden Ottawa. Toppen på Mount Clitheroe är 2 283 meter över havet. Mount Clitheroe ingår i The Ramparts.
Terrängen runt Mount Clitheroe är varierad. Trakten runt Mount Clitheroe är nära nog obefolkad, med mindre än två invånare per kvadratkilometer.. Det finns inga samhällen i närheten. 
Trakten runt Mount Clitheroe består i huvudsak av gräsmarker.